# De brandweerauto die verdween
De brandweerauto die verdween (Zweeds: "Brandbilen som försvann") is een roman van het Zweedse schrijverspaar Sjöwall & Wahlöö. De in 1969 uitgegeven roman is het vijfde deel van een serie van tien politieromans waarin inspecteur Martin Beck de hoofdrol speelt.

## Het verhaal
Het verhaal gaat over de oorzaak en gevolgen van een explosie in een woonhuis in Stockholm waar 6 mensen bij om het leven komen. Gunvald Larsson, die er als eerste bij is, redt in zijn mooie pak de overlevenden uit het brandende pand. Was het moord of zelfmoord?

## Personages
De titel van het verhaal is tweeledig, de brandweerauto die na een telefoontje naar de brand gestuurd werd kwam niet opdagen en de speelgoed brandweerauto van het zoontje van Rönn was spoorloos, een raadsel dat uiteindelijk door "tandenstoker" Månsson uit Malmö werd opgelost. De dochter van Martin Beck adviseert hem om het huis uit te gaan. Debuut van Benny Skacke, een ambitieuze jonge collega die het leven van Lennert Kollberg op het spel zet.

## Nederlandse vertaling
De Nederlandse vertaling van W.M. Hodijk met een omslag van Dick Bruna verscheen in 1972 in de serie Zwarte Beertjes.

## Verfilming
Het boek werd in 1993 verfilmd onder de titel Brandbilen som försvann door Hajo Gies met Gösta Ekman in de rol van commissaris Beck